# Montagna sottomarina

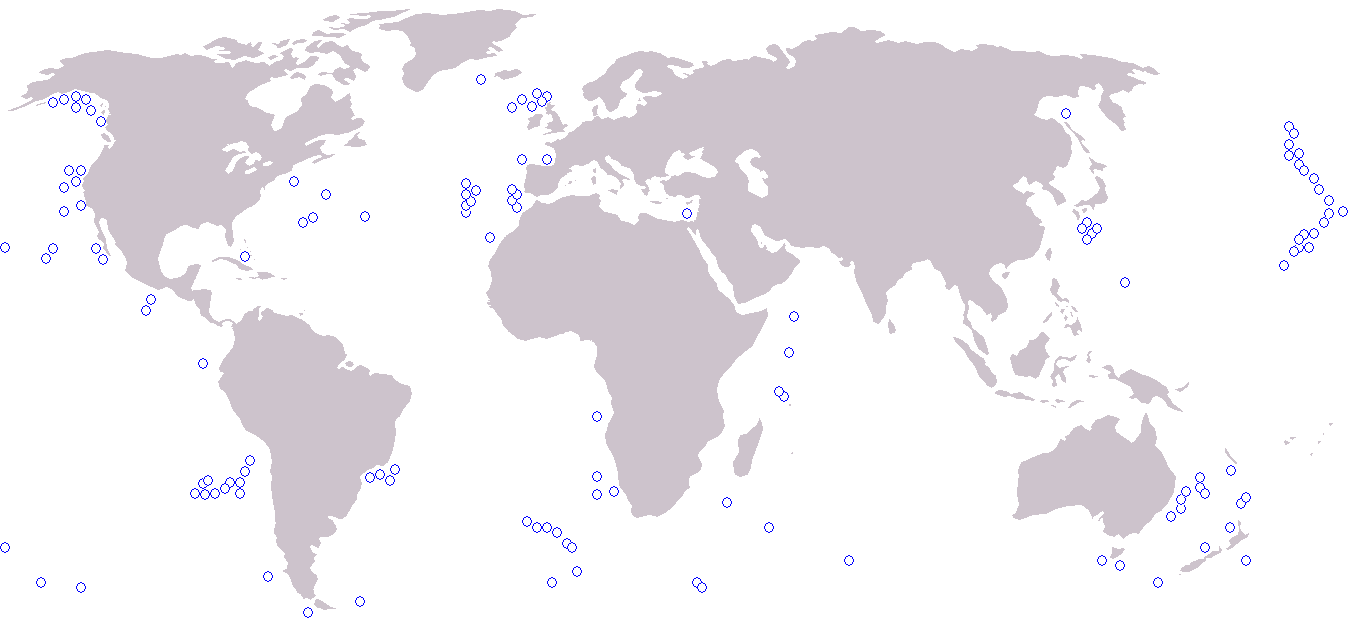
Localizzazione delle principali montagne sottomarine

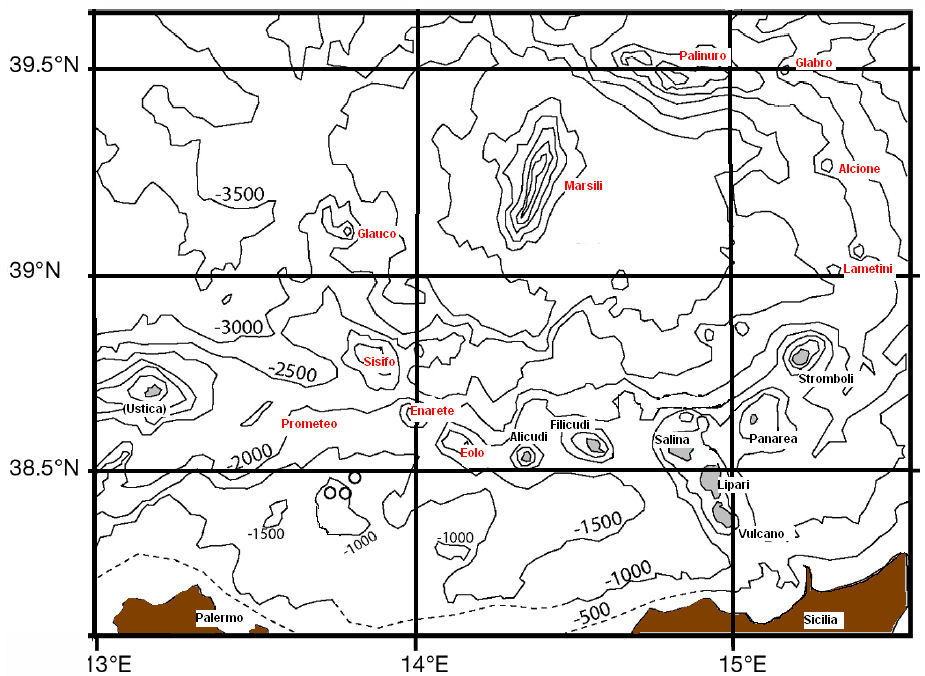
Arco Eoliano, con linee di costa e isobate di 500 m.* Isole Eolie in grigio e nome in caratteri di colore nero;
- montagna sottomarina in caratteri di colore rosso.

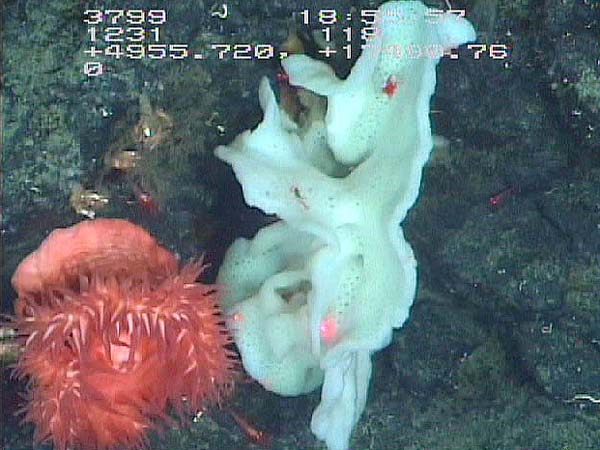
Invertebrati presso una montagna sottomarina

Una montagna sottomarina è un monte che si eleva sulla crosta oceanica senza tuttavia raggiungere la superficie a livello del mare.

## Classificazione
Le montagne sottomarine sono definite in oceanografia come strutture indipendenti che si elevano almeno 1 000 metri sopra il fondale marino. Spesso il punto più alto è centinaia o migliaia di metri sotto il livello del mare; in tal caso sono considerate parte delle fosse abissali. Si stima che sul nostro pianeta esistano circa 30000 montagne sottomarine, ma solo poche sono state studiate. Sono costituite tipicamente da vulcani, estinti o attivi, isolati o meno, che di solito si trovano nel fondale oceanico a una profondità di 1000 - 4000 metri e si innalzano bruscamente. Talora sono manifestazioni superficiali di punti caldi.
Il termine inglese seamount è spesso utilizzato anche in Italia. Tuttavia in italiano si adoperano termini diversi a seconda dell'altezza e della configurazione morfologica:
- colline abissali: rilievi compresi fra 50 e 1 000 m di altezza, larghezza di 1–10 km, sezione circolare o ellittica, fianchi molto inclinati. Si ritiene siano le strutture morfologicamente più diffuse su tutta la superficie terrestre[3];
- montagne sottomarine: rilievi di forma conica alti più di 1 000 m e con fianchi poco ripidi;
- picchi sottomarini: rilievi di forma conica alti più di 1 000 m e fianchi molto ripidi;
- guyot: rilievi che presentano sulla sommità una spianata.

## Geografia
Spesso i monti sottomarini appaiono raggruppati e associati ad altri edifici vulcanici emersi formanti isole. Un tipico esempio è costituito dalla catena sottomarina Hawaii-Emperor, un allineamento di isole che si è formato milioni di anni fa per fenomeni vulcanici e che si sviluppa per migliaia di chilometri nell'oceano Pacifico, dalla penisola Kamčatka (nell'estremo oriente russo) fino all'arcipelago delle Hawaii.
Un raggruppamento di rilievi vulcanici sottomarini di entità comparabile alla catena Hawaii-Emperor è presente anche nell'Oceano Atlantico con allineamento in direzione NNE; vi appartiene l'arcipelago delle Canarie.
In Italia, le isole Eolie formano l'arco Eoliano, un arco insulare composto, oltre che dai sette edifici vulcanici emersi (Vulcano, Alicudi, Stromboli, Panarea, ecc.), da vari monti sottomarini (Glabro, Alcione, Lametini, Eolo, Enarete, Prometeo, Sisifo, Marsili, Glauco, Palinuro). Altre montagne sottomarine si trovano nel Mar Mediterraneo, sia nel Mar Tirreno, nelle vicinanze dell'arco eolico (per es., Empedocle, Isola Ferdinandea, Vavilov) sia nel Mar Egeo (per es., l'Eratostene).

## Fenomeni vulcanici
Le eruzioni danno luogo a forme particolari:
- lava a cuscino (pillow-lavas): quando la lava fuoriesce nel mare a grandi profondità, raffredda in fretta; tuttavia i gas che sgorgano si liberano molto lentamente formando dei blocchi tondeggianti[6]
- flussi lobati e laminari: quando la lava non fa in tempo a cristallizzare, determina la formazione di ialoclastiti, tipiche masse vetrose che inglobano porzioni di sedimenti

Talora si osservano delle "fumarole nere" da cui fuoriescono vapori caldi contenenti sostanze che precipitano a contatto con la fredda acqua oceanica permettendo il deposito di minerali ricchi di zolfo.

## Ecologia
Le emissioni idrotermali dei rilievi vulcanici sottomarini sono molto importanti perché permettono lo sviluppo di particolari ecosistemi in ambienti abissali in cui di norma le condizioni ambientali (mancanza di luce, bassa temperatura, eccessiva pressione, carenza di risorse) sono incompatibili con la vita. Nei pressi delle montagne sottomarine si ritrovano infatti microrganismi che si sono adattati a ricavare energia dalle fumarole (soprattutto microrganismi fissatori di zolfo, ma anche Crustacea, Anthozoa, Bivalvia, ecc.) riuscendo così a sopravvivere in condizioni estreme.
I rilievi sottomarini permettono anche il fenomeno dell'upwelling, ossia della risalita di acque profonde, favorendo in tal modo la produttività biologica in quanto si determina la risalita di nutrienti minerali (vedi Circolazione termoalina).
I rilievi sottomarini, infine, possono costituire dei punti di riposo per alcuni animali migratori, quali per es. le balene.

## Rischi
Per quanto concerne l'attività vulcanica, la maggior parte delle emissioni sono di tipo basaltico, e quindi non comportano rischi significativi. I pericoli possono venire semmai dalle possibili esplosioni idromagmatiche causate dal contatto dell'acqua con la lava nei rilievi sottomarini posti a profondità non elevate. Fortunatamente le eruzioni si verificano a profondità maggiori di 3.000 metri e pertanto la pressione idrostatica dell'acqua marina sovrastante impedisce l'esplosione idromagmatica.
Talora, anche se molto raramente, le montagne sottomarine possono costituire un pericolo per la navigazione. Nel 1973 il Muirfield, la cui sommità è posta appena 16 metri sotto la superficie del mare, danneggiò la chiglia di una nave mercantile ignara della sua esistenza.. Più grave l'incidente che l'8 gennaio 2005 coinvolse l'USS San Francisco, un sottomarino nucleare di classe Los Angeles il quale, navigando alla velocità di 35 nodi nei pressi di Guam, urtò contro un rilievo sommerso ignoto alle carte nautiche, subendo gravi danni: nell'impatto un marinaio perse la vita e altri 97 rimasero feriti.